# FNS年末スペシャル フジテレビにしか出来ない20世紀の黄金バラエティ大全集!
『FNS年末スペシャル フジテレビにしか出来ない20世紀の黄金バラエティ大全集!』（エフエヌエスねんまつスペシャル　フジテレビにしかできないにじっせいきのおうごんバラエティだいぜんしゅう）は、フジテレビ系列で2000年12月31日（大晦日）に19:00 - 23:45（JST）の時間帯にて放送された大型バラエティ番組。

## 概要
2000年の大晦日、20世紀最後の日の意味を込めこのような日に20世紀にフジテレビが生んだ珠玉のコント番組を見てもらいたいという意味合いで行われた。
取り上げられた番組は下記の平成時代（1989年まで放送されていた番組から2000年の放送当時まであった全国ネットの番組）の人気を集めたある程度放送期間の長かった番組だったが、同じくコント中心の内容であった『邦ちゃんのやまだかつてないテレビ』と『ダウンタウンのごっつええ感じ』の各番組に至って諸事情で取り上げられることは無かった。
尚、出演者は各番組毎に別撮りで収録しているので、一部の組み合わせを除いて共演はない。

## 出演者
太字は裏番組『第51回NHK紅白歌合戦』にゲストまたは出場歌手として出演。
- いかりや長介（ザ・ドリフターズ）
- 加藤茶（ザ・ドリフターズ）
- 志村けん（ザ・ドリフターズ）
- ビートたけし（VTRのみ）
- たけし軍団（VTRのみ）
- 明石家さんま
- とんねるず（石橋貴明・木梨憲武）
- ダウンタウン（浜田雅功・松本人志）
- ウッチャンナンチャン（内村光良・南原清隆）
- ネプチューン（名倉潤・原田泰造・堀内健）
- キャイ〜ン（ウド鈴木・天野ひろゆき）
- ナインティナイン（岡村隆史・矢部浩之）
- SMAP（中居正広・木村拓哉・稲垣吾郎・草彅剛・香取慎吾）

## 放送内容
太字はコントを放送。
- オープニング
- SMAP×SMAP
  - SMAPによるトークの後、コントへ。
- 夢で逢えたら
  - ダウンタウンによるトークとHEY!HEY!HEY!の番宣の後、コントへ。
- 石橋・ネプチューンの年忘れ控え室こっそり話
- 100%キャイ〜ン!、21世紀のバラエティ番組について
- 加藤茶・キャイ〜ンの世紀末ドリフ暴露トーク
- オレたちひょうきん族
- 志村、木梨、南原の年忘れここだけの話（前編）
- 志村けんのバカ殿様
- めちゃ2イケてるッ!
  - めちゃイケメンバーによるトークの後、コントへ。
- 志村けんのだいじょうぶだぁ
- ドリフ大爆笑
- とんねるずのみなさんのおかげです
  - 野猿によるトークの後、コントへ。
- 力の限りゴーゴゴー!!、ゴーゴゴー!!メンバーが21世紀を熱く語る!
- 志村、木梨、南原の年忘れここだけの話（後編）
- ウッチャンナンチャンのやるならやらねば!
- 変なおじさんVS大嵐浩太郎
- 笑う犬の冒険、21世紀それぞれの目標
- 明石家マンション物語、20世紀ダメ出し
- エンディング

## スタッフ
- 制作：井上信悟（フジテレビ）
- 監修：玉井貴代志、永峰明（創造商店）、星野淳一郎
- 構成：廣岡豊、清水東、高橋裕幸、興津豪乃
- 語り：露木茂（フジテレビ）
- ナレーション：大海吾郎
- CG：岩下みどり（ケネックジャパン）
- 音効：山本千秋（佳夢音）
- TK：平野美紀子
- 編集：箭内克彦・今村猛彦（IMAGICA）
- MA：新野真（IMAGICA）
- 広報：岡澤雄一（フジテレビ）
- 編成：小林義和・金田耕司・鈴木専哉（フジテレビ）
- 技術協力：ニユーテレス、IMAGICA、ビジョンユニバース、渋谷ビデオスタジオ
- 制作協力：ホリプロ、エクシーズ、ウィッシュカンパニー
- AP：朝妻一（フジテレビ）、小野謙吾
- 制作進行：佐々木雅子
- ディレクター：松浦徹（ホリプロ）、今井洋介、小松純也・渡辺俊介（フジテレビ）
- プロデューサー：三宅恵介・加茂裕治・水口昌彦・荒井昭博・清水宏泰（フジテレビ）、佐藤哲也（ホリプロ）、栗林堅太郎
- 総合プロデューサー：港浩一・吉田正樹（フジテレビ）
- 制作：フジテレビ第二制作部
- 制作著作：フジテレビ

| フジテレビ 大晦日18:00 - 23:45枠 | フジテレビ 大晦日18:00 - 23:45枠                                                    | フジテレビ 大晦日18:00 - 23:45枠 |
| 前番組 | 番組名                                                                              | 次番組 |
| --- | ----------------------------------------------------------------------------------- | --- |
| 20世紀テレビお宝CM （秘）映像大捜索スペシャル!! ※18:00 - 21:00 （1999年）ワールドカウントダウン スーパースペシャル 24時間まるごとライブ LOVE LOVE 2000 世界のこどもたちへ 僕らが愛でできること ※21:00 - 20:54 （1999年 - 2000年） | FNS年末スペシャル フジテレビにしか出来ない 20世紀の黄金バラエティ大全集! （2000年） | 総力取材!!戦慄の日本列島 最恐ミステリースポットに潜入!! ※18:00 - 21:00 （2001年）限りなく挑戦する人々 愛と死を乗り越えて ※21:00 - 23:30 （2001年）V6メントレ兄弟 3番組合体スペシャル ※23:00 - 0:45 （2001年 - 2002年） |